# بلو ایر
بلو ایر (به انگلیسی: Blue Air) یک شرکت هواپیمایی با کد یاتا 0B است که در تاریخ ۲۰۰۴ میلادی تأسیس شده و در تاریخ ۲۰۰۴ فعالیتش را آغاز کرده‌است. دفتر مرکزی بلو ایر در بخارست، رومانی واقع شده‌است و به ۳۴ مقصد، پرواز مستقیم انجام می‌دهد.